# Governo di Salvezza Siriano
Il Governo di Salvezza Siriano (in arabo حكومة الإنقاذ السورية‎?, Ḥukūmat al-Inqādh al-Sūriyya) è stato uno dei governi alternativi dell'opposizione armata siriana, formato nel novembre 2017 dall'organizzazione jihadista Hayʼat Taḥrīr al-Shām (HTS) durante la guerra civile siriana. Controllava gran parte della Siria nord-occidentale e aveva una popolazione stimata di oltre 4.000.000 nel 2023. La sua capitale era Idlib e la sua città più grande era Aleppo.
Il Governo di Salvezza era uno Stato islamico governato da un organismo autoritario tecnocratico articolato in un Consiglio legislativo della Shura generale e in un esecutivo guidato da un Primo ministro.
È stato descritto come il progetto di costruzione dello Stato del leader di HTS, Abu Muhammad al-Jawlani.
Dopo la caduta di Damasco nel dicembre 2024, l'ultimo Primo ministro della Siria bathista, Mohammad Ghazi al-Jalali, trasferì il potere in Siria al Primo ministro del Governo di Salvezza Siriano, Moḥammed al-Bashīr, con tutti i ministri del Governo di Salvezza Siriano trasferiti agli stessi incarichi nel nuovo Governo di transizione.